# Henryk Siemiradzki

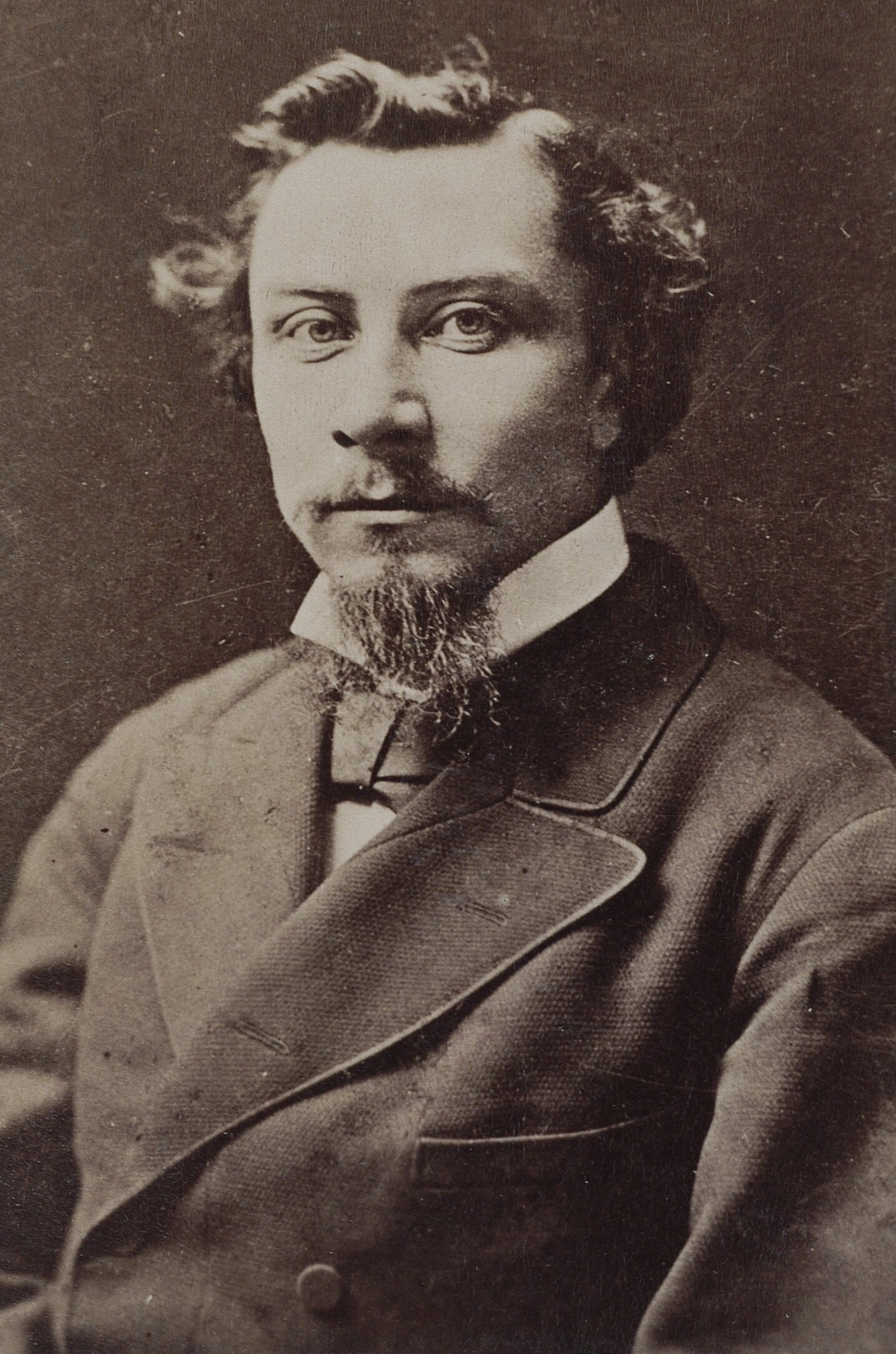
Henryk Siemiradzki.

Henryk Siemiradzki, född den 12 oktober 1843 i Charkov, död den 23 augusti 1902 på sitt gods i Tschenstochau, var en polsk målare.
Siemiradzki blev 1864 elev på konstakademien i Sankt Petersburg, reste 1870 till Frankrike, slog sig sedan ned i München, där han under ett år var elev av Piloty, samt vistades från 1872 i Italien. Han väckte uppseende 1870 med Alexander den stores förtroende för sin läkare Filippos och ännu mera 1871 med Kristus och synderskan, som framställer en backanal och är målad med livlig fantasi och med slöseri av koloristiska effekter. Följde så hans mest uppseendeväckande verk, Neros facklor (1876). Tavlan vann en av hedersmedaljerna på världsutställningen i Paris 1878. Av hans övriga arbeten märks den tekniskt betydande Svärdsdansen och bland hans senare verk Chopin hos furst Radziwiłł (1887) och Isauriska sjörövare säljer sitt byte (1889). 